# Golfinho-do-ganges
O golfinho-de-rio-do-sul-da-ásia (Platanista gangetica) é uma espécie de golfinho de água doce encontrado no subcontinente indiano. Conta com duas subespéciesː o golfinho-do-ganges (P. g. gangetica), com 1 200-1 800 indivíduos, habita as águas do rio Ganges na Índia; e o golfinho-do-indo (P. g. minor) habita o rio Indo, no Paquistão. Mead e Bronwell (2005) consideram as subespécies como espécies distintas. P. g. gangetica habita sobretudo os rios Ganges e Bramaputra e seus afluentes em Bangladexe, Índia e Nepal. P. g. minor habita o rio Indo no Paquistão e seus afluentes Beás e Sutle.
Da década de 1970 até 1998, foram consideradas espécies separadas. Nesse ano, passaram a ser consideradas subespécies da mesma espécie. P. g. gangetica foi reconhecido pelo governo da Índia como "animal aquático nacional". P. g. minor foi nomeado o mamífero nacional do Paquistão. P. g. gangetica também é o animal oficial da cidade indiana de Guwahati.
Em 2021, pesquisadores propuseram que as duas subespécies do golfinho do rio sul asiático (Platanista gangetica) - o golfinho do rio Indus (Platanista gangetica minor) e o golfinho do rio Ganges (Platanista gangetica gangetica) - deveriam ser reconhecidas como espécies completas distintas. O golfinho do rio sul asiático é o parente vivo mais próximo do extinto Arktocara yakataga.

## Taxonomia
A espécie foi descrita por dois autores separadamente, Lebeck e Roxburgh, em 1801. Não se pode afirmar qual dos dois autores descreveu primeiro a espécie. Até a década de 1970, havia uma única espécie. As duas subespécies são isoladas geograficamente e não cruzaram entre si por séculos, talvez por milhares de anos. Baseados em diferenças na estrutura do crânio, vértebras e composição lipídica, cientistas declararam, no início da década de 1970, que as duas populações eram espécies separadas.
Em 1998, os resultados desses estudos foram questionados e a classificação foi revertida para o consenso pré-1970 de uma única espécie com duas subespécies, até que a taxonomia fosse definida com técnicas modernas como o sequenciamento de DNA. As mais recentes análises de DNA mitocondrial das duas populações não mostraram a variação necessária para justificar a classificação como espécies separadas. Consequentemente, atualmente reconhece-se uma única espécie com duas subespécies no gênero Platanistaː P. g. gangetica (golfinho-do-ganges) e P. g. minor (golfinho-do-indo).

## Descrição
O golfinho-de-rio-do-sul-da-ásia tem o bico longo e pontudo característico de todos os golfinhos de rio. Seus dentes são visíveis tanto na mandíbula superior quanto na mandíbula inferior, mesmo com a boca fechada. Os dentes dos indivíduos mais jovens têm o comprimento de quase uma polegada, e são finos e curvos. Conforme os indivíduos envelhecem, os dentes sofrem consideráveis mudanças e, em indivíduos maduros, se tornam discos achatados, ossudos e quadrados. O focinho se engrossa conforme avança para a ponta. A espécie não tem cristalino, o que a torna efetivamente cega, embora ainda seja capaz de detectar a direção e a intensidade da luz. A navegação e a caça são efetuadas através de ecolocalização. São os únicos cetáceos que nadam de lado.
O corpo é acastanhado e atarracado no meio. A espécie tem uma única e pequena protuberância triangular no lugar da barbatana dorsal. As nadadeiras e cauda são finas e largas em relação ao tamanho do corpo, que mede de 2 a 2,2 metros nos machos e de 2,4 a 2,6 metros nas fêmeas. O mais velho animal registrado foi um macho de 28 anos de idade, com comprimento de 199 centímetros. Fêmeas maduras são maiores do que machos. Dimorfismo sexual é expresso depois que fêmeas alcançam 150 centímetros. O rostro das fêmeas continua a crescer depois que o rostro dos machos para de crescer, eventualmente se tornando vinte centímetros maior.

## Distribuição ehabitat
O golfinho-de-rio-do-sul-da-ásia é nativo das bacias hidrográficas do Nepal, Índia, Bangladesh e Paquistão. É encontrado mais comumente em águas com abundância de presas e reduzido fluxo de água.
A subespécie do Ganges (P. g. gangetica) pode ser encontrada nos sistemas hidrográficos Ganges-Bramaputra-Meghna e Karnafuli-Sangu da Índia e Bangladesh. Antigamente, sua área de ocorrência abrangia o Nepal. Uma pequena subpopulação ainda pode ser encontrada no rio Gagara e, possivelmente, no rio Sapta Kosi. A maior parte da subespécie do Indo (P. g. minor) se localiza entre as barragens de Sucur e Guddu, na província do Sind, no Paquistão. Duas subpopulações menores também foram registradas nas províncias do Punjab e Khyber Pakhtunkhwa. Como estes dois sistemas hídricos (Indo e Ganges) não têm qualquer ligação, é um mistério como essas duas subespécies acabaram se localizando neles. É improvável que a subespécie de um rio tenha chegado ao outro através do oceano, pois seus estuários são bem distantes entre si. De acordo com o livro "Terra dos sete riosː uma breve história da geografia da Índia", de Sanjeev Sanyal, uma explicação provável é que vários rios do norte da Índia, como o Sutle e o Yamuna, alteraram seus cursos em tempos antigos e levaram os golfinhos com eles.

## Biologia
Os nascimentos ocorrem no ano inteiro, mas parecem se concentrar entre dezembro e janeiro e entre março e maio. Acredita-se que a gestação dura de nove a dez meses. Depois de aproximadamente um ano, os jovens desmamam. Eles alcançam maturidade sexual com aproximadamente dez anos de idade. Durante a monção, os golfinhos-de-rio-do-sul-da-ásia tendem a migrar para os afluentes dos principais sistemas hídricos. Ocasionalmente, indivíduos nadam deixando seus bicos emersos, podendo, ainda, saltar completa ou parcialmente fora da água e pousar de lado. Se alimentam de vários tipos de peixes e camarões, incluindo carpas e bagres. São usualmente encontrados sozinhos ou em grupos frouxos, pois não formam grupos coesos.

## Conservação

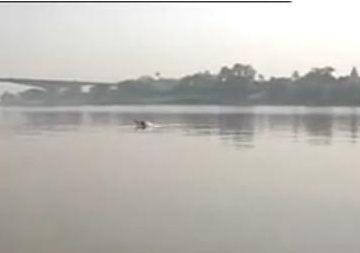
Um lago de Golfinho-do-Ganges

O comércio internacional da espécie é proibido segundo o apêndice I da Convenção sobre o Comércio Internacional das Espécies da Fauna e da Flora Silvestres Ameaçadas de Extinção. A espécie é protegida pelo Ato da Vida Selvagem Indiana, embora a legislação necessite de uma execução mais estrita.
Ambas as subespécies são listadas pela União Internacional para a Conservação da Natureza como "em perigo" na sua Lista Vermelha da União Internacional para a Conservação da Natureza e dos Recursos Naturais. O golfinho-do-indo é listado como "em perigo" pelo Serviço Nacional de Pesca Marinha do Governo dos Estados Unidos, de acordo com o Ato das Espécies em Perigo. Em compensação, em anos recentes, a população de golfinhos-do-indo cegos no Paquistão aumentou.
O perigo imediato para a população residente de P. gangetica no Santuário Nacional Chambal é a diminuição da profundidade do rio Chambal e o surgimento de bancos de areia que dividem o rio em segmentos menores. As medidas propostas de conservação incluem tanto a criação de santuários para a espécie como a criação de habitat adicional.
O ministro do meio ambiente e floresta declarou o golfinho-do-ganges como o animal aquático nacional da Índia. Um trecho do rio Ganges entre Sultanganj e Kahlgaon, em Bihar, foi declarado santuário da espécie com o nome de Santuário Vikramshila do Golfinho-do-ganges. É o primeiro santuário criado para a espécie.
A espécie está listada nos apêndices I e II da Convenção de Bona. Está listada no apêndice I como espécie em perigo de extinção em toda ou em significativa parte de sua área de ocorrência. O apêndice ainda declara que os signatários da convenção almejam a proteção da espécie, conservando ou restaurando os locais onde ela vive, diminuindo os obstáculos a sua migração e controlando outros fatores que poderiam ameaçá-la. Está listada no apêndice II com um status desfavorável de conservação, ou que poderia se beneficiar de cooperação internacional através de acordos.
O governo de Uttar Pradesh está divulgando antigos textos hindus com a esperança de aumentar o apoio da comunidade à salvação da espécie de seu desaparecimento. Um verso de um desses textos, o Ramáiana, enfatiza a força com que o rio Ganges teria emergido dos cachos do cabelo de Xiva, levando, junto, vários animais, entre eles o Shishumaar (golfinho-do-ganges).

## Interação com o homem
Ambas as subespécies vêm sendo gravemente afetadas pelo uso humano dos rios do subcontinente indiano. Muitos golfinhos ficam presos nas redes de pesca. Alguns são capturados e têm sua carne e óleo usados como linimento, afrodisíaco ou isca para bagre.
A irrigação diminuiu o nível da água nas regiões ocupadas pela espécie. A poluição das águas causada pela indústria e pela agricultura também pode ter contribuído para o declínio da população da espécie. Talvez a principal causa, porém, tenha sido a construção de mais de cinquenta represas, que causaram a segregação de populações e a diminuição do fundo genético. Atualmente, três subpopulações de golfinho-do-indo são consideradas capazes de sobrevivência a longo prazo se protegidas.

## Personalidade não humana
Em 20 de maio de 2013, o ministro do meio ambiente e florestas da Índia declarou que os golfinhos eram "pessoas não humanas" e, como tal, passava a ser proibido o seu cativeiro com a finalidade de entretenimento. Alguns cientistas defendem que golfinhos e baleias são suficientemente inteligentes para merecerem o mesmo tratamento ético que os seres humanos recebem. Consequentemente, para se manter um golfinho em cativeiro, deveria ser necessária uma justificativa legal.